# عروبة بن يوسف
عروبة بن يوسف الكتامي (253 هـ - 302 هـ / 867م - 915م) قائد عسكري في الدولة الفاطمية وأحد زُعَماء قبيلة كتامة، وكان عروبة هو وأخوه حباسة بن يوسف من قادة الفاطميين وقد أمرهما عبيد الله المهدي بقتل الداعية أبو عبد الله الشيعي عام 298 هـ قال ابن خلدون: «استدعى عبيد الله المهدي عروبة بن يوسف وأخوه حباسة، وأمرهما بقتل أبي عبد الله الشيعي وأخيه فوقفا لهما عند القصر، وحمل عروبة على أبي عبد الله، فقال له: لا تفعل! فقال: الّذي أمرتنا بطاعته أمرنا بقتلك! ثم قتلهما وأجهز عليهما وذلك في نصف جمادى سنة ثمان وتسعين».
وقال ابن عذاري: «أمر عبيد الله عروبة بن يوسف الملوسي وجبر بن مناسب الميلي أن يكمنا خلف قصر الصحن، فإذا مر بهما أبو عبد الله الشيعي وأخوه أبو العباس طعنوهما بالرماح حتى يموتا. فكمنا لهما هناك مع جماعة من كتامة. وبعث عبيد الله في طلب أبي عبد الله وأبي العباس ليحضرا طعاما على جاري عادتهما معه. فلما مرا بالموضع الذي فيه الكمين، خرج عليهما فصاح أبو عبد الله بعروبة: لا تفعل يا ولدي! فقال له: أمرني بقتلك من أمرت الناس بطاعته وقد انخلعت له من الملك بعد توطئته ثم طعنه بيده طعنة واحدة خر منها صريعاً، ووقعت في أبي العباس تسع عشرة طعنة، وذلك يوم الثلاثاء وقت الزوال، مستهل ذي الحجة، ومكثا صريعين على صف الحفير المعروف بالبحر إلى بعد الظهر».
ثم إن عبيد الله المهدي أمر حباسة أخو عروبة بغزو مصر فغزاها وفشل في السطيرة عليها، فغضب عليه عبيد الله وقتله في القيروان، فغضب لذلك عروبة وجمع قومه من كتامة وغيرهم وسار لقتال عبيد الله، فوجه إليه عبيد الله جيشاً أستطاع قتله هو وأهل بيته وقومه من كتامة عام 302 هـ قال ابن الأثير الجزري: «وَفِيهَا خَالَفَ عَرُوبَةُ بْنُ يُوسُفَ الْكُتَامِيُّ عَلَى الْمَهْدِيِّ بِالْقَيْرَوَانِ، وَاجْتَمَعَ إِلَيْهِ خَلْقٌ كَثِيرٌ مِنْ كُتَامَةَ وَالْبَرَابِرِ، فَأَخْرَجَ الْمَهْدِيُّ إِلَيْهِمْ مَوْلَاهُ غَالِبًا، فَاقْتَتَلُوا قِتَالًا شَدِيدًا فِي مَحْضَرِ الْقَيْرَوَانِ، فَقُتِلَ عَرُوبَةُ وَبَنُو عَمِّهِ، وَقُتِلَ مَعَهُمْ عَالَمٌ لَا يُحْصَوْنَ، وَجُمِعَتْ رُءُوسُ مُقَدَّمِيهِمْ فِي قُفَّةٍ وَحُمِلَتْ إِلَى الْمَهْدِيِّ».